# Ćamila Mičijević
Ćamila Mičijević (født 8. september 1994) er en kvindelig kroatisk håndboldspiller, som spiller for Metz Handball og Kroatiens kvindehåndboldlandshold.
Hun deltog ved EM 2014 i Ungarn, EM 2016 i Sverige og EM 2020 i Danmark.